# ハーブ・ディーン
ハーブ・ディーン（Herb Dean、1970年9月30日 - ）は、アメリカ合衆国の男性総合格闘技レフェリー、元総合格闘家。カリフォルニア州パサデナ出身。
World MMA Awardsでレフェリー・オブ・ザ・イヤーを8回受賞している名レフェリーである。

## 来歴

### レフェリー
2007年4月21日、UFC 70のメインイベントのミルコ・クロコップ対ガブリエル・ゴンザーガ戦では、ゴンザーガがグラウンドで上のポジションを取り攻撃しているにもかかわらずスタンドへ戻すレフェリングを行ったため、後に議論を呼ぶ結果となった。

### 総合格闘家
2007年7月14日、Cage Rage 22でデイブ・レジェノにTKOで敗れた。

## 戦績
| 総合格闘技 戦績 | 総合格闘技 戦績 | 総合格闘技 戦績 | 総合格闘技 戦績 | 総合格闘技 戦績 | 総合格闘技 戦績 | 総合格闘技 戦績 |
| --------------- | --------------- | --------------- | --------------- | --------------- | --------------- | --------------- |
| 5 試合          | (T)KO           | 一本            | 判定            | その他          | 引き分け        | 無効試合        |
| 2 勝            | 1               | 1               | 0               | 0               | 0               | 0               |
| 3 敗            | 1               | 2               | 0               | 0               | 0               | 0               |

| 勝敗 | 対戦相手               | 試合結果                     | 大会名                               | 開催年月日    |
| ×    | デイブ・レジェノ       | 1R終了時 TKO（目の負傷）     | Cage Rage 22: Hard as Hell           | 2007年7月14日 |
| ×    | チェ・ジュンギュ       | 2R 3:51 V1アームロック       | Spirit MC 9: Welterweight GP Opening | 2006年10月8日 |
| ○    | ティモシー・メンドーサ | 2R 3:31 TKO（膝蹴り&パンチ） | KOTC 39: Hitmaster                   | 2004年8月6日  |
| ×    | ジョー・リッグス       | 1R 0:52 ギブアップ（打撃）   | RITC 43: The Match                   | 2003年1月18日 |
| ○    | ランディ・ハルモット   | 1R 0:43 チョーク             | Gladiator Challenge 6: Caged Beasts  | 2001年9月9日  |

## 表彰
- World MMA Awards
  - レフェリー・オブ・ザ・イヤー（2010年、2011年、2012年、2013年、2014年、2018年、2019-2020年、2021年）

## 出演

### 映画
- 闘魂先生 Mr.ネバーギブアップ（2012年）